# Gustav Wegner
Gustav Wegner (Jarocin, 4 gennaio 1903 – 7 giugno 1942) è stato un astista tedesco.

## Palmarès

### Europei
- 1 medaglia:
  - 1 oro (Torino 1934 nel salto con l'asta)